# Duat
Duat (staregyptsky: dwꜣt, egyptologická výslovnost „do-aht“, alternativní názvy: Tuat, Tuaut nebo Akert, Amenthes, Amenti nebo Nečer-khertet) je název říše mrtvých ve staroegyptské mytologii. V hieroglyfech byla zobrazována jako hvězda v kruhu: 𓇽. Podle dochovaných mýtů je vládcem podsvětí bůh Osiris (Usir). Osiris byl také první mumií, jejíž příběh zachycuje mýtus o Osirisovi. Zosobňuje tak posmrtný život a znovuzrození. Spolu s Osiriem v Duat přebírají i jiní bohové, například Anup, Thovt, Hor, Hathor a Maat. Jedná se také o místo, kudy musí každou noc na své bárce proplout bůh slunce Re ze západu na východ. Během této cesty zde bojuje s hadem Apopem, který ztělesňuje prvotní chaos. Slunce ho musí porazit, aby mohlo dalšího rána znovu vyjít na oblohu – vrátit na zemi světlo a řád.
Do duat se odebírají i duše zemřelých. Po smrti se vydávají na dlouhou cestu směrem na západ, musejí projít podél zapadajícího slunce a napříč rozsáhlým labyrintem plným nebezpečí. Texty rakví, Kniha mrtvých a jiné poučné texty, které se spolu s mrtvými ukládaly do hrobek nebo byly vepsány do jejich zdí, sloužily k tomu, aby dotyčné skrz Duat bezpečně provedly. Pokud duše překonají všechny nástrahy, následuje soud, kde se bohové každého mrtvého ptají na jeho život. Jsou-li s odpověďmi spokojeni, může dotyčný pokračovat k váhám. Tam se setká s Anupem, který váží srdce zemřelých. Pokud je srdce lehčí než pírko pravdy bohyně Maat, může jeho majitel pokračovat do ráje (Aaru), kde duše přebývají ve věcné blaženosti. Pokud je však těžší než toto pírko, je dané srdce hozeno Amemait, požíračce srdcí. Lidé, jejichž srdce bylo zhltnuto, nemohou odejít do ráje a navěky zůstanou bloudit v Duat. Například v textech Amduat se zmiňuje také jezero ohně, které slouží k trestání nejhorších provinilců. Podle některých teorií jde o místo, jímž prochází sluneční bůh Re, když se vrací zpět na oblohu.

Hieroglyfický zápis jména boha Re:
| r | a | N5 | Z1 | C2 |

| N5 | Z1 | C2 |

| C2 | C1 |

Hieroglyfický zápis jména boha Osira:
| Q1 | D4 | A40 |

Hieroglyfický zápis jména boha Anupa:
| M17 | N35 | Q3 | G43 | E16 |

Hieroglyfický zápis jména Amemait:
| D36 | m | F10 | m&t | A14 | Z2 |